# I Know I've Been Changed
I Know I've Been Changed est un album studio du chanteur Aaron Neville sorti en 2010.

## Liste des pistes
1. Stand By Me
2. I Know I've Been Changed
3. I Done Made Up My Mind
4. I Am A Pilgrim
5. Don't Let Him Ride
6. You've Got To Move
7. Oh Freedom
8. Tell Me What Kind Of Man Jesus Is
9. Live So God Can Use You
10. Meetin At The Building
11. I'm So Glad
12. There's A God Somewhere